# Пересмотренный Новый общий каталог
Пересмотренный Новый общий каталог (англ. Revised New General Catalogue или RNGC) и его приложение — Пересмотренный Индекс-каталог (англ. Revised Index Catalogue или RIC) — переработанные редакции оригинального Нового общего каталога и Индекс-каталогов, созданных Д. Л. Э. Дрейером. Некоторые значения яркости объектов были измерены Дрейером недостаточно точно; кроме того, для некоторых объектов были даны не вполне чёткие описания. Эти недостатки и были устранены в пересмотренных редакциях. Данные каталоги являются наиболее популярными каталогами объектов далёкого космоса у любителей астрономии. Они также используются в большинстве электронных планетариев в качестве источников данных об этих объектах.
Сбор данных для Пересмотренного каталога был завершён в начале 1970 года профессором астрономии Аризонского университета Уильямом Тиффтом и профессором Андалусского Института Астрофизики Джеком Сулентиком, однако каталог поступил в печать лишь в 1973 году. Каталог не получил большой популярности, так как составители спешили завершить его составления всего за 3 года и, в связи с этим, не только не учли всех поправок в Общий Каталог, но и допустили несколько новых ошибок.
Последняя версия Пересмотренного Нового общего каталога и Индекс-каталога была выпущена в 2009 году немецким астрономом Вольфгангом Штайнике. В настоящий момент признаётся наиболее полной версией, охватывающей все доступные объекты.